# Ойген Кеніг
Ойген Кеніг (нім. Eugen König; 19 вересня 1896, Трір — 8 квітня 1985, Бібург) — німецький воєначальник, генерал-лейтенант вермахту. Кавалер Лицарського хреста Залізного хреста з дубовим листям.

## Біографія
Учасник Першої світової війни. 27 вересня 1918 року взятий в полон британськими військами. В листопаді 1919 року звільнений, в 1920 році демобілізований. В 1936 році повернувся на військову службу. З 1 травня 1937 року — ад'ютант навчальної дирекції в Дармштадті. З початком Другої світової війни 1 вересня 1939 року призначений ад'ютантом 152-го піхотного полку. Учасник Польської і Французької кампаній, а також німецько-радянської війни. В 1940-43 роках — командир 2-го батальйону 352-го піхотного полку, ад'ютант штабу 246-ї піхотної дивізії, командир 352-го піхотного полку. Відзначився у боях під Ржевом. З квітня 1943 року — виконувач обов'язків командира 251-ї піхотної дивізії. З 3 листопада 1943 по 1 травня 1944 року — командир дивізійної групи і 415-го піхотного полку. З 10 червня 1944 року — командир 91-ї авіадесантної дивізії і, одночасно, комендант Ренна. З 5 листопада 1944 року — командир 272-ї народно-гренадерської дивізії. 18 квітня 1945 року взятий у полон американськими військами. 18 квітня 1948 року звільнений.

## Звання
- Доброволець і кандидат в офіцери резерву (19 червня 1915)
- Лейтенант резерву (12 липня 1917)
- Оберлейтенант резерву (1 грудня 1936)
- Гауптман (1 серпня 1937)
- Майор (1 вересня 1940)
- Оберстлейтенант (1 липня 1942)
- Оберст (1 березня 1943)
- Генерал-майор (1 вересня 1944)
- Генерал-лейтенант (16 березня 1945)

## Нагороди
- Залізний хрест
  - 2-го класу (30 листопада 1916)
  - 1-го класу (9 липня 1920)
- Нагрудний знак «За поранення» в чорному
- Почесний хрест ветерана війни з мечами
- Медаль «За вислугу років у Вермахті» 4-го класу (4 роки)
- Медаль «За Атлантичний вал»
- Застібка до Залізного хреста
  - 2-го класу (19 червня 1940)
  - 1-го класу (9 вересня 1940)
- Штурмовий піхотний знак в сріблі
- Медаль «За зимову кампанію на Сході 1941/42»
- Лицарський хрест Залізного хреста з дубовим листям
  - лицарський хрест (1 серпня 1942)
  - (№ 318; 4 листопада 1943)